# Португалія на літніх Олімпійських іграх 1972
Португалія брала участь у Літніх Олімпійських іграх 1972 року у Мехіко (Мексика) утринадцяте за свою історію, але не завоювала жодної медалі.